# Cheval de Riwoché
Le cheval de Riwoché est un type de cheval tibétain archaïque découvert, puis décrit en 1995 par l'ethnologue et explorateur français Michel Peissel dans une vallée du Kham, dans la région autonome du Tibet. Il postule alors qu'il s'agit d'un chaînon manquant entre le cheval sauvage et le cheval domestique, mais des analyses subséquentes montrent que ces animaux sont parfaitement domestiques et appartiennent au groupe du poney tibétain.

## Statut officiel
La plupart des sources d'autorités en zootechnie ne reconnaissent pas l'existence d'une race spécifique de chevaux tibétains sous le nom de « cheval de Riwoché ». Celui-ci ne figure ni dans l'étude menée par l'université d'Uppsala, publiée en août 2010 pour la FAO, ni dans la base de données DAD-IS gérée par la FAO, ni dans la seconde édition de l'ouvrage de l'université de l'Oklahoma recensant les races de chevaux (2007). L'édition de 2016 de l'encyclopédie de CAB International renvoie l'entrée « Riwoche » vers celle du poney tibétain, citant l’existence d'une observation unique d'un poney tibétain sous ce nom. 
L'encyclopédie de Delachaux et Niestlé (2014) Tous les chevaux du monde, consacre un paragraphe à la « question du cheval de Riwoché », concluant qu'il s'agit d'une variante du poney tibétain.

## Histoire
Entre 1992 et 1995, Michel Peissel, un ethnologue et explorateur français, dirige plusieurs expéditions visant à étudier les chevaux du Tibet et les soins qui leur sont prodigués. Il découvre un troupeau en 1995 dans une vallée isolée du Kham, longue de 27 kilomètres et située au-delà d'un col de 5000 mètres d'altitude. Les spécimens ont été localisés au cours d'une expédition destinée à étudier un autre groupe de chevaux découverts en 1993 par Peissel ; le Cheval de Nangchen.
N'ayant pu acquérir des spécimens de ces animaux à cause du prix exorbitant demandé par les habitants, l'équipe repartit en empruntant un autre chemin, via le Xian de Riwoqê, un district administratif de la région autonome du Tibet en Chine. C'est pendant ce retour que Peissel aperçoit ce groupe de chevaux domestiques de race apparemment inconnue, dans une vallée isolée.
Ces chevaux, qu'il décrit comme inconnus du reste du monde, sont utilisés par le peuple des Bön-po pour la monte et le trait. 
Peissel et son équipe purent obtenir des prélèvements sanguins en vue de tests ADN.

## Description
Peissel décrit ce cheval comme un « fossile vivant », en le comparant aux chevaux de certaines peintures rupestres.
Il ressemble au Cheval de Przewalski découvert en 1881, par l'explorateur russe Nikolaï Mikhaïlovitch Prjevalski en Dzoungarie, dans les montagnes qui bordent le désert de Gobi. Le Riwoché possède une silhouette anguleuse, une tête massive, une crinière hérissée et une robe louvet avec des marques primitives. Il pourrait être un chaînon manquant dans l’évolution du cheval. 
Le peuple Bon-po capture ces chevaux pour les mettre au travail.
Un psychologue équestre britannique, Ignasi Casas, a émis l'hypothèse que cette espèce pourrait être une population relique des anciens chevaux sauvages, du fait qu'elle ait vécu en isolement complet des autres espèces pendant très longtemps.
Selon d'autres hypothèses, ce serait un chaînon manquant entre les espèces sauvages et les espèces domestiquées. Les tests génétiques n'ont pas révélé de variances avec d'autres chevaux.

#### Articles de presse
- [Dam, Crumley et Gibson 1995] (en) Julie K.L. Dam, Bruce Crumley et Helen Gibson, « Ancient Hoofbeats: In Tibet, A Missing Link in Equine Evolution? », Time, vol. 146, no 22,‎ 27 novembre 1995 (lire en ligne, consulté le 10 septembre 2009)
- [Lowry 1995] Susan Lowry, « Explorer backs Tibetan dark horse in the history stakes », Fortean Times,‎ 1995 (lire en ligne, consulté le 10 septembre 2009)
- [Peissel 1999] (en) Michel Peissel, « Reserve on the roof of the world », Geographical,‎ avril 1999 (lire en ligne)
- [Simons 1995] (en) Marlise Simons, « A Stone-Age Horse Still Roams a Tibetan Plateau », The New York Times,‎ 12 novembre 1995 (lire en ligne)